# Saint-Gély-du-Fesc
Saint-Gély-du-Fesc is een gemeente in het Franse departement Hérault (regio Occitanie). De gemeente werd op 1 januari 2017 overgeheveld van het arrondissement Montpellier naar het arrondissement Lodève.  Saint-Gély-du-Fesc telde op 1 januari 2022 10.530 inwoners.

## Geografie
De oppervlakte van Saint-Gély-du-Fesc bedroeg op 1 januari 2022 16,51 vierkante kilometer; de bevolkingsdichtheid was toen 637,8 inwoners per km².

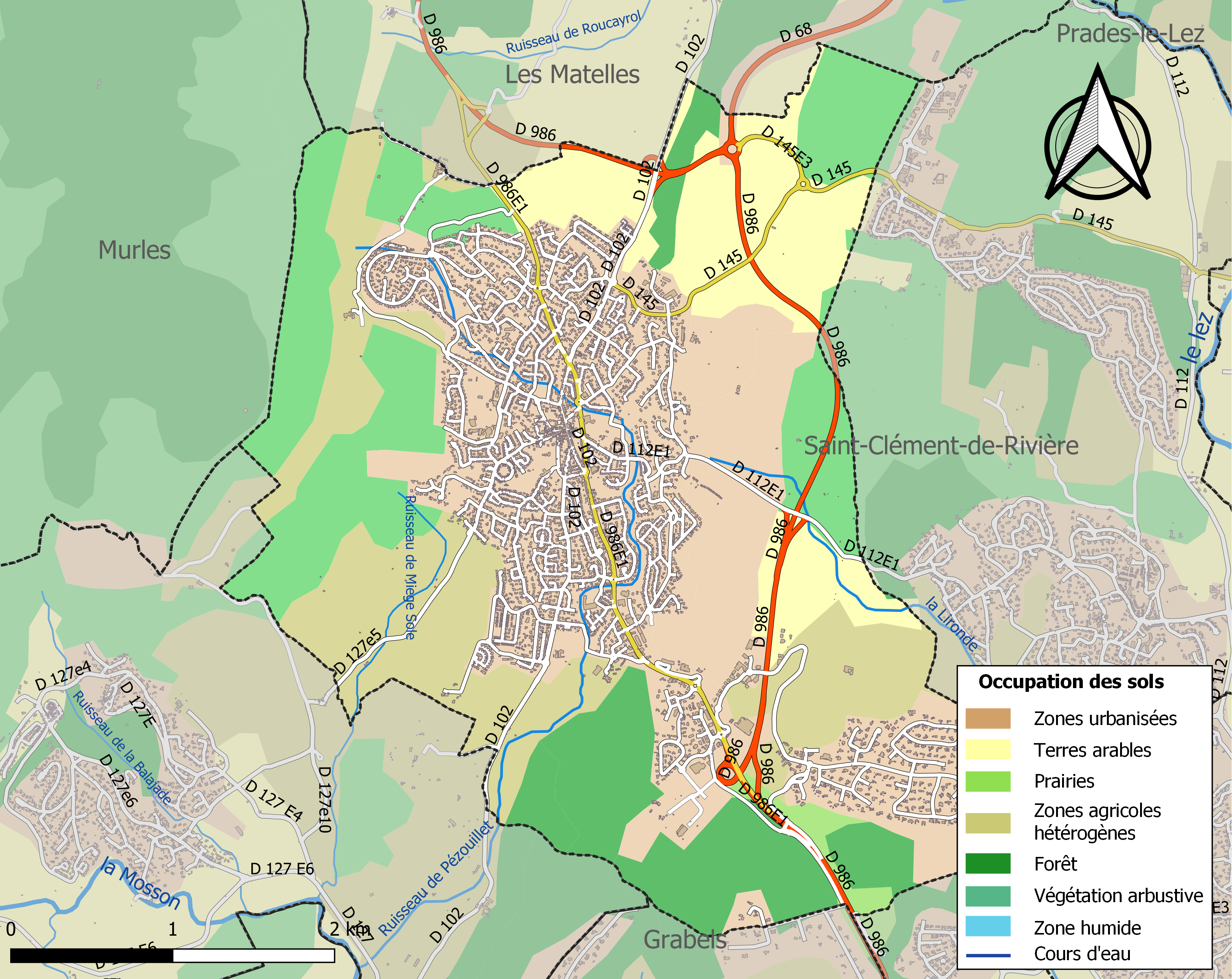
Kaart van de gemeente met belangrijkste infrastructuur, bodemgebruik en omliggende gemeenten

## Demografie
Onderstaande figuur toont het verloop van het inwonertal (bron: INSEE-tellingen).